# 佩德羅·德·阿爾瓦拉多
佩德罗·德·阿尔瓦拉多（西班牙語：Pedro de Alvarado，西班牙語發音：[ˈpeðɾo ðe alβaˈɾaðo]，约1485年—1541年7月4日）是一位西班牙征服者、危地马拉总督。他参加了征服古巴的行动，并征服了危地马拉、墨西哥、秘鲁一带。他是一位訓練有素的軍人，同時也以用殘酷的方式對待原住民而聞名。他在征服墨西哥時對原住民實施了大屠殺。當代的人們給他起了太陽（Sun）或紅日（Red sun）的綽號。有的人說是因為他那一頭紅髮。也有人說是為了影射他血腥的行逕。